# Deserto Tombador
O Deserto Tombador é um paleodeserto que existiu na área atual da Chapada Diamantina, região central do estado brasileiro da Bahia.
Seu nome deriva da Serra do Tombador, localizada na cidade de Jacobina, onde esse acidente geográfico "representa um antigo deserto de mais de um bilhão de anos, perfeitamente preservado, onde podem ser examinados os processos que levaram a sua formação: o aplainamento parcial do embasamento, a direção e velocidade dos ventos, as variações do nível do lençol de água subterrânea, as chuvas ocasionais, e a sua invasão final pelo mar", como registraram os pesquisadores Augusto J. Pedreira e Antônio José Dourado Rocha.
O registro geológico deste antigo deserto está presente nas rochas da Chapada Diamantina, numa camada denominada de Formação Tombador. Datado do mesoproterozoico, o deserto foi por várias vezes invadido pelo mar, e as antigas dunas se tornaram rochas sedimentares.